# Schwartzia adamantium
Schwartzia adamantium är en tvåhjärtbladig växtart som först beskrevs av Jacques Cambessèdes, och fick sitt nu gällande namn av Bedell och Gir.-canas. Schwartzia adamantium ingår i släktet Schwartzia och familjen Marcgraviaceae. Inga underarter finns listade i Catalogue of Life.

## Bildgalleri

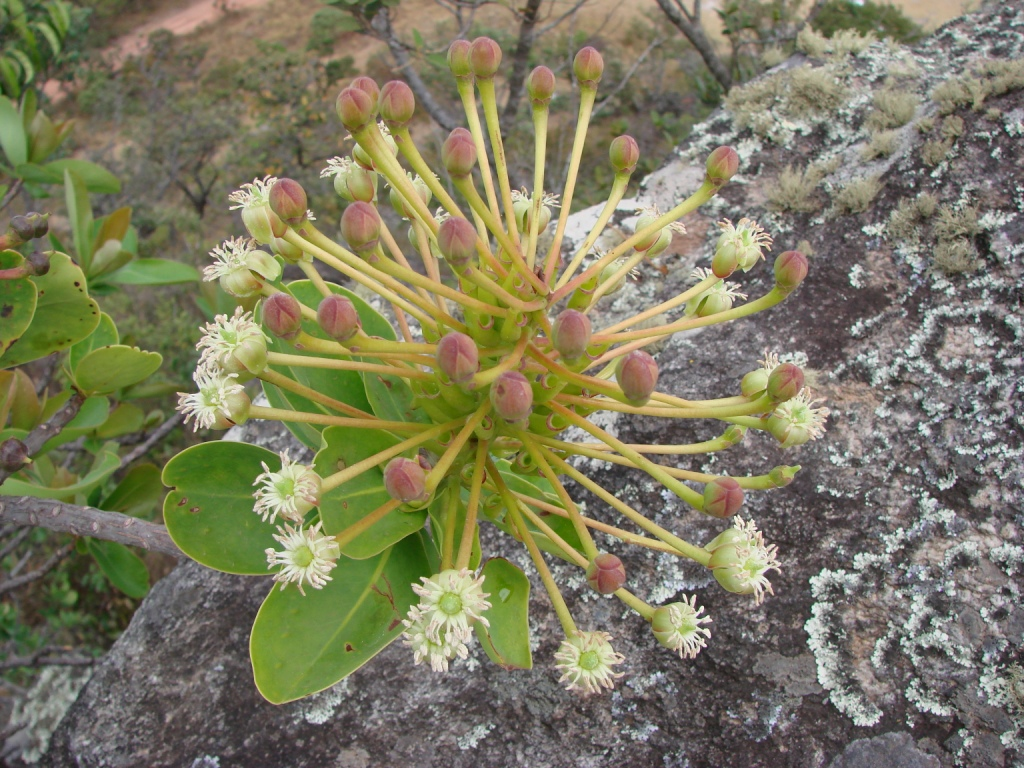
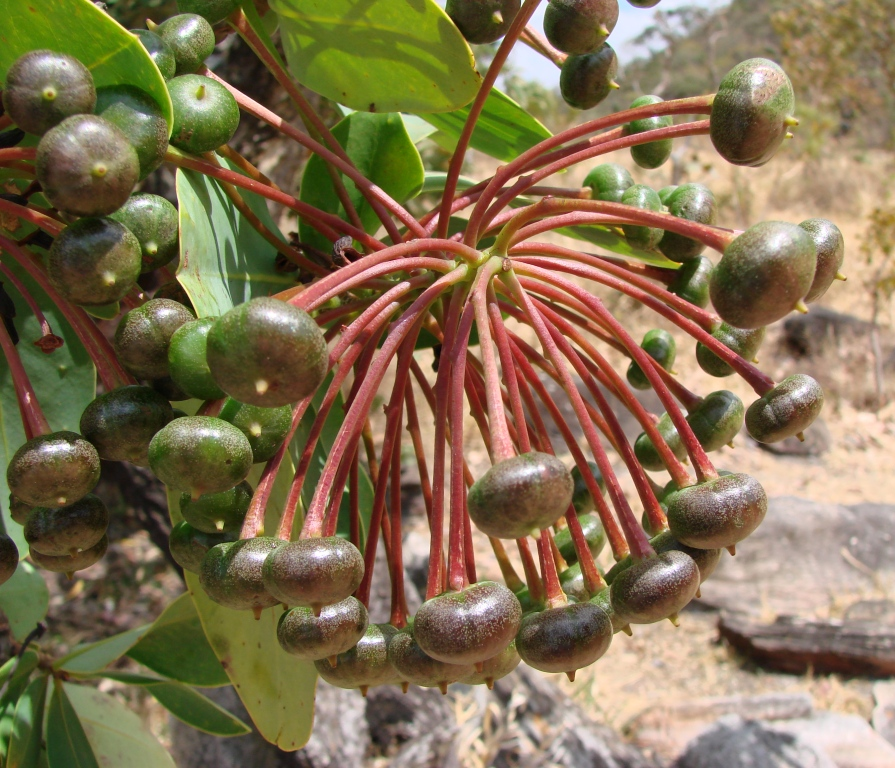